# Кубельш
Кубельш (Cubells) — село в Іспанії, у складі автономної спільноти Каталонія, провінція Леріда.